# Sítio de Santo Omobono
O sítio de Santo Omobono é uma área de pesquisa arqueológica em Roma descoberta em 1937, perto da Igreja de Santo Omobono (na interseção da Via L. Petroselli e Vico Jugário, ao pé do monte Capitolino), cuja exploração produziu importantes achados para a compreensão da história de Roma, inclusive de sua fundação e dos períodos monárquico e republicano. O sítio inclui dois templos, o Templo da Fortuna e o Templo de Mater Matuta. Desde sua descoberta em 1937, as temporadas de escavações, realizadas principalmente por arqueólogos italianos, constataram dezessete fases ocupacionais.

## Contexto
O sítio de Santo Omobono está situado à leste da ilha Tiberina, próximo do atual centro da cidade de Roma, na região anteriormente conhecida como Fórum Boário. O Fórum Boário (em latim: Forum Boarium; lit. mercado do gado) era um ponto de entroncamento entre os comerciantes de todo o Mediterrâneo e os habitantes do centro da península Itálica (povos itálicos e etruscos), sendo então local de intensas trocas comerciais e culturais. As primeiras evidências de ocupação humana da região são ossos de animais e restos cerâmicos datados dos séculos XIV-XIII a.C..
Durante o período do Reino de Itália e do fascismo italiano, Roma passou por um processo de reurbanização, no qual muitos monumentos do período medieval e renascentista foram demolidos para abrir caminho para a construção de novas praças e edifícios monumentais e para exaltar as ruínas do período romano. Neste contexto, em 1937, ao lado da Igreja de Santo Omobono, descobriu-se acidentalmente a presença de um complexo romano. Nos últimos anos da década de 30, o arqueólogo Colini, encarregado de realizar uma investigação de campo, além de fazer um reconhecimento do perímetro, esforçou-se para preservar a localidade, já que os trabalhos de demolição dos edifícios vizinhos danificaram a estratificação de várias partes do recinto. Na década de 50, sob um novo programa de escavação, iniciaram-se os primeiros estudos da estratificação mais antiga que estava abaixo do nível da pavimentação alcançado por Colini. Entre 1961-1962, escavou-se a área no entorno do donário (altar) circular, em 1962 a porção sudoeste, entre 1962-1964 os setores II e IV, em 1964 os setores V e VI e entre 1968-1969 a região chamada "taberna". Em 1973, novos trabalhos foram feitos na "taberna", em 1974 e 1976 o setor I foi escavado, em 1976 o setor III foi aberto e o VIII escavado, entre 1977-1978 foram os setores VII e IX e em 1979 os setores VI e X. Em 1980, a cisterna romana situada abaixo dos pavimentos foi esvaziada, em 1981 a escavação do setor VI foi concluída e a do setor VIII continuou até 1985 e no restante dos anos 80 e começo dos 90 focou-se na perquirição do interior da igreja. Entre 1996 e 1999 e 2010-2012 investigações adicionais foram realizadas por todo o complexo para fornecer uma panorama mais amplo do monumento.

## Descrição
Inicialmente foram erigidas no local estruturas de pau a pique que podem ser datadas da segunda metade do século VII a.C. No final deste século e começo do seguinte uma estrutura mais resistente, com um teto de terracota, foi construída e possivelmente desempenhava alguma função religiosa, como pode ser sugerido devido à presença de ossos de animais, uma cova sacrifical e uma aparente inscrição dedicatória em etrusco em um impasto, a mais antiga encontrada em Roma, na qual lê-se upsis o que pode indicar um nome etrusco, provavelmente o príncipe Ocnos citado por Virgílio e Sílio Itálico. No segundo quartel do século VI a.C., o edifício foi substituído por um templo permanente de madeira e tijolo cru, atribuído pela literatura ao rei Sérvio Túlio (r. 578–535 a.C.) e conhecido pelos arqueólogos como "templo arcaico", com um cela com duas colunas frontais e uma escada de acesso reduzida no centro, no qual foi adicionado um altar conectado com um alto pódio de tufo característico da arquitetura itálica tardia. Era decorado com placas de revestimento de terracota e quatro acrotérios colocados nas inclinações do teto, coberto por um grupo de estátuas de mesmo material representando Héracles e Atena. Neste recinto também foi detectado outra inscrição etrusca, na qual menciona-se o nome próprio araz silqetenas spurianas, gravado na parte de trás de um téssera hospitalar em marfim. Além disso, estão presentes entre os achados lacrimatórios, copos de cerâmica grega do século VIII a.C., pingentes em osso e âmbar, objetos em miniatura e outros, todos expostos nos Museus Capitolinos.
No final do século VI e começo do V a.C., após uma destruição sistemática do sítio durante a expulsão dos Tarquínio, o Soberbo (r. 534−509 a.C.), o complexo passou por uma reorganização substancial. O edifício anterior foi desmantelado e substituído por templos gêmeos dedicados as deusas Fortuna e Mater Matuta respectivamente, ambos orientados de maneira diferente ao templo arcaico. Na primeira fase, destes novos templos foram encontrados fragmentos de vasos cerâmicos datados entre os séculos XVI-XIII a.C.. Com o tempo, a área destes edifícios, chamada de "área sacra", foi embelezada e reconstruída no século IV a.C. por Marco Fúrio Camilo após sua vitória na batalha de Veios em 396 a.C. e novamente em 212 a.C.. Os três donários presentes no recinto, dos quais dois são retangulares e um circular, foram possivelmente usados para apoiar estátuas de bronze trazidas por Marco Fúlvio Flaco em 264 a.C. após conquistar a cidade de Volsínios. O plano do complexo manteve-se praticamente inalterado ao longo dos séculos seguintes, embora tenha passado por vários processos de restauro devido a avarias por fogo e destruição, sendo a última sob Adriano (r. 117-138). Atualmente é visível apenas o templo de Fortuna, já que o cela do templo de Mater Matuta foi provavelmente reutilizado, no final do século V ou no começo do seguinte, como um edifício de culto cristão, tendo ele sido restaurado durante os século XII-XIII, quando recebeu uma pavimentação ornamental ao estilo cosmatesco. É mencionada nos documentos como S. Salvatore em Pórtico, onde registra-se a reconstrução, em 1482, de um novo templo, na orientação oposta ao anterior, e que seria dedicado, em 1575, a São Omobono, patrono dos alfaiates.

## Locais de escavação

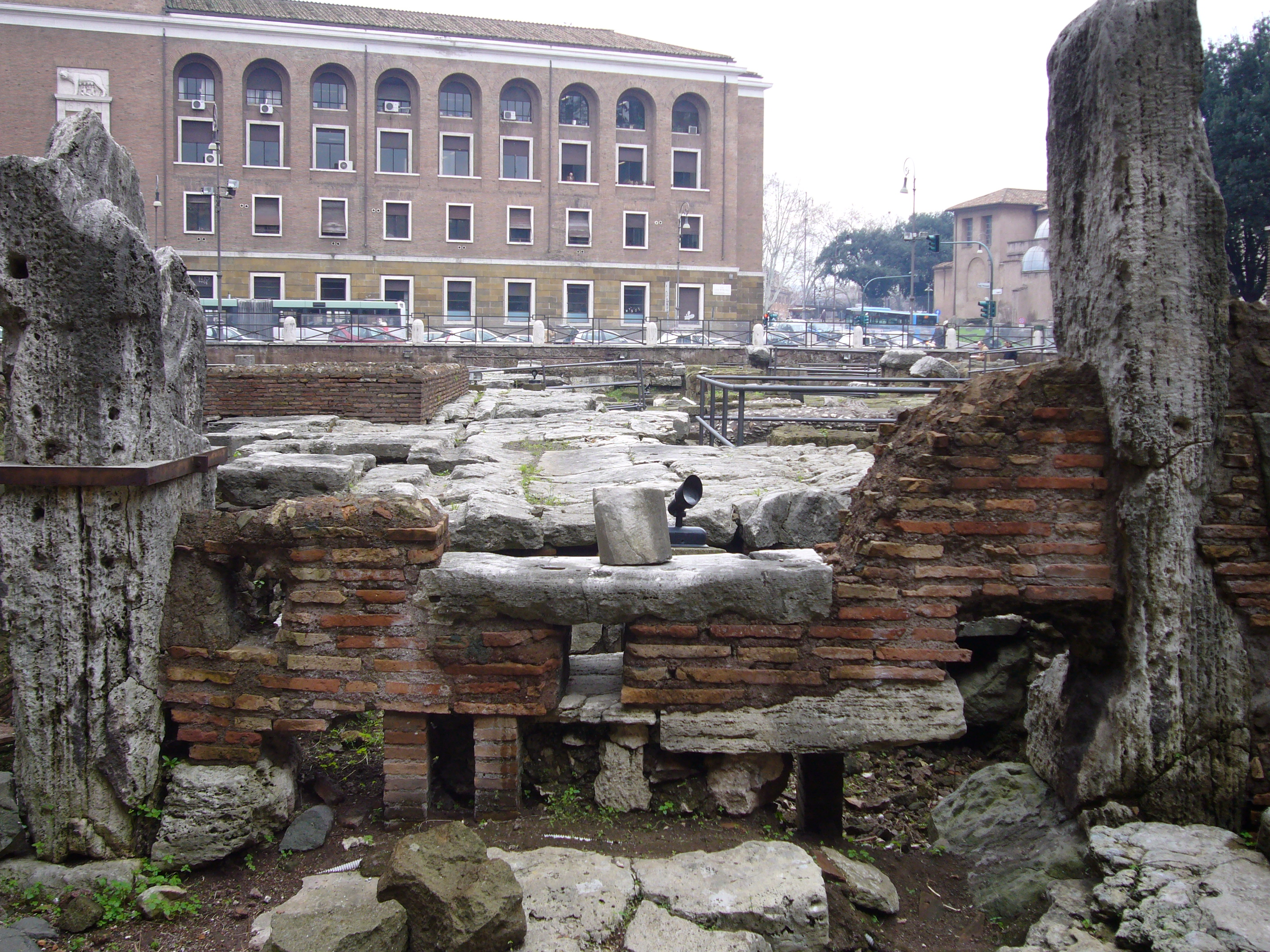
Pavimentação de travertino.

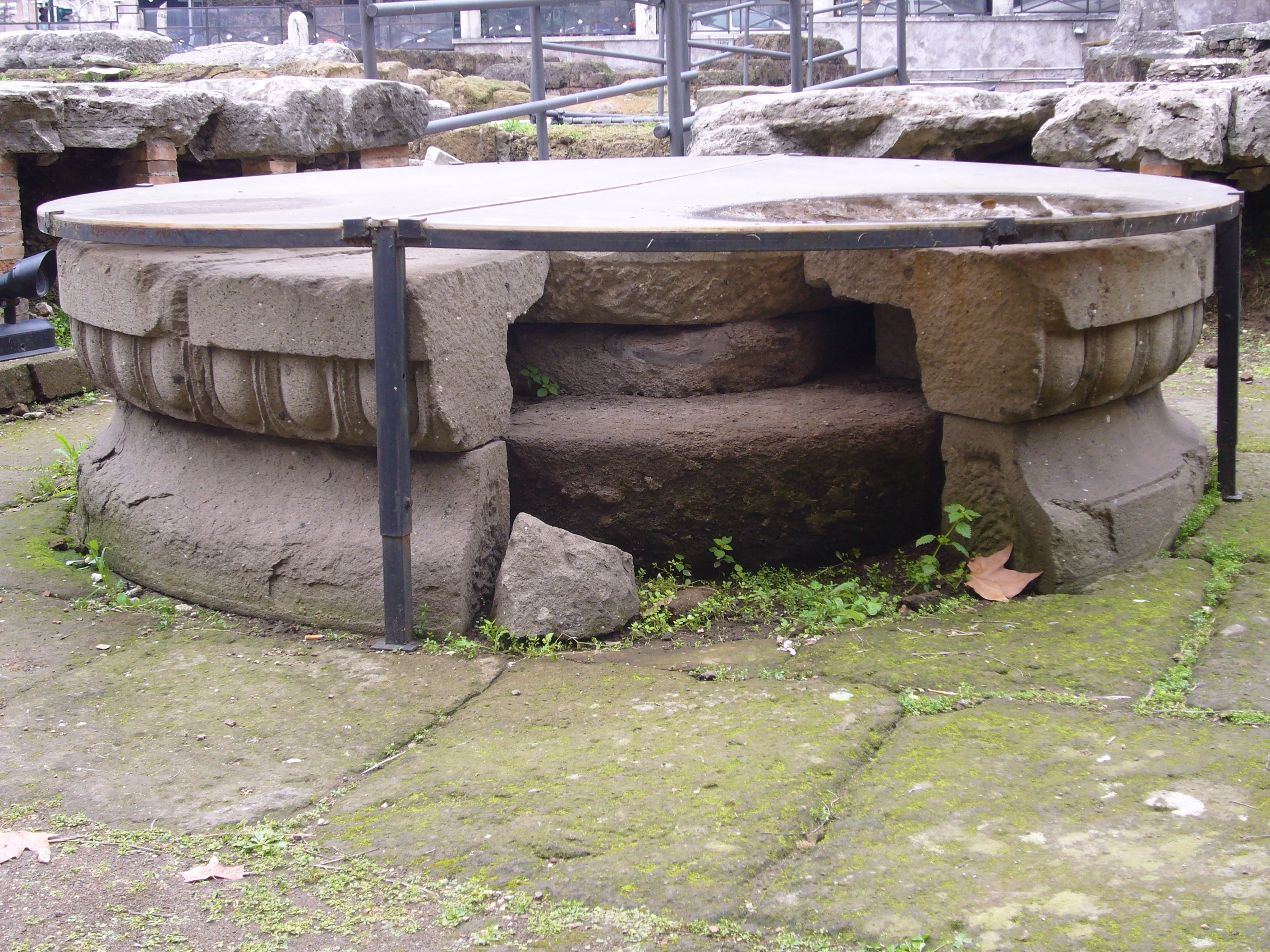
Donário circular.

### Templo ocidental
Durante as escavações no templo ocidental, após removerem as estruturas que o cobriam, os arqueólogos detectaram no cela um cipo quadrado e o piso de opus signinum. Ao explorarem a porção ocidental notou-se a presença de pozolana e fragmentos de pratos Genulícia. Nos relatórios da pesquisa registrou-se que em 29 de julho de 1967 abriu-se uma trincheira com três camadas: na camada 1, de 12-14 cm, havia traços de carvão vegetal, ossos, cerâmica de engobe preto, gesso, telhas e fragmentos de moldes de bronze e cerâmica de engobe vermelho (presigilata); na camada 2, de c. 30 cm, havia tufo vermelho; na camada 3, fragmentos de impasto. Na década de 1970, partes da porção sul da cela foram removidos para restauração e entre 27 de setembro de 15 de outubro de 1979 as escavações recomeçaram. Nova trincheira foi aberta na qual identificou-se várias camadas: na camada I encontrou-se tufo vermelho e fragmentos de cerâmica de figuras vermelhas; na camada II cacos de cerâmica de figuras vermelhas (sobrepintada) e um fragmento de búcaro, um de cerâmica ática e um de cerâmica tomate, um rebordo preto brilhoso e uma palmeta; na camada III fragmentos de tufo e cacos de búcaro; na camada IV fragmentos de peperino; e na camada V fragmentos de gossan dentre os quais foram encontrados cacos de impasto e búcaro. Paralelo à parede da cela, encontrou-se uma cova com carvão vegetal.
Após estas temporadas de escavação, os arqueólogos puderam concluir que cada camada representava uma preparação para a camada seguinte, de modo que a camada V, composta de argila e fragmentos de gossan, ao ser preenchida serviu de base para a seguinte (camada IV), que era formada por fragmentos de peperino. A camada III, devido a grande presença de tufo e ocasionais fragmentos de gossan, levou aos estudiosos a suporem que neste ponto havia um edifício que fora destruído, embora não saibam discernir de que tipo seria. A camada II, uma camada acinzentada, foi a base para a camada I que, por conseguinte, serviu de estrato para o pavimento de opus signinum. O pavimento, que está parcialmente preservado, foi datado do século III a.C., embora os artefatos encontrados apontem para c. 265 a.C..

### Altares
Nesta porção do terreno três sondagens foram conduzidas (a, b e c) nas quais detectou-se três camadas. Na camada III, formada por sedimento arenoso acinzentado, notou-se poucos artefatos em a e b (fragmentos de cerâmica de engobe preto, cerâmica grosseira e telhas de terracota) e uma grande variedade em c (centenas de fragmentos de engobes pretos, artigos engobados e pintados, ânforas e outros vasos grandes, cerâmica grosseira, fragmentos de lâmpadas, telhas, opus signinum, cubos de terracota para pavimentação, artefatos diversos e restos animais limitados). Além disso achou-se traços de pelo menos dois monumentos: um, quadrado, com esteios para pequenas estátuas e uma inscrição no entorno da base; e outro, circular, com esteios similares e elaborada modelagem em volta da circunferência. Na camada II, composta de inclusões de tufo, havia fragmentos cerâmicos, incluindo engobes pretos, telhas e cubos de terracota para pavimentação. A camada I, constituída de sedimento preto com abundância em inclusões de travertino, foi notada na sondagem c e devido a exposição desta camada seus artefatos não foram publicados. Esta escavação foi feita com o intuito de clarificar cronologicamente o pavimento de lajes de tufo encontradas em várias partes da plataforma e, devido a presença de engobes pretos, datou-as do começo do século II a.C..

## Galeria

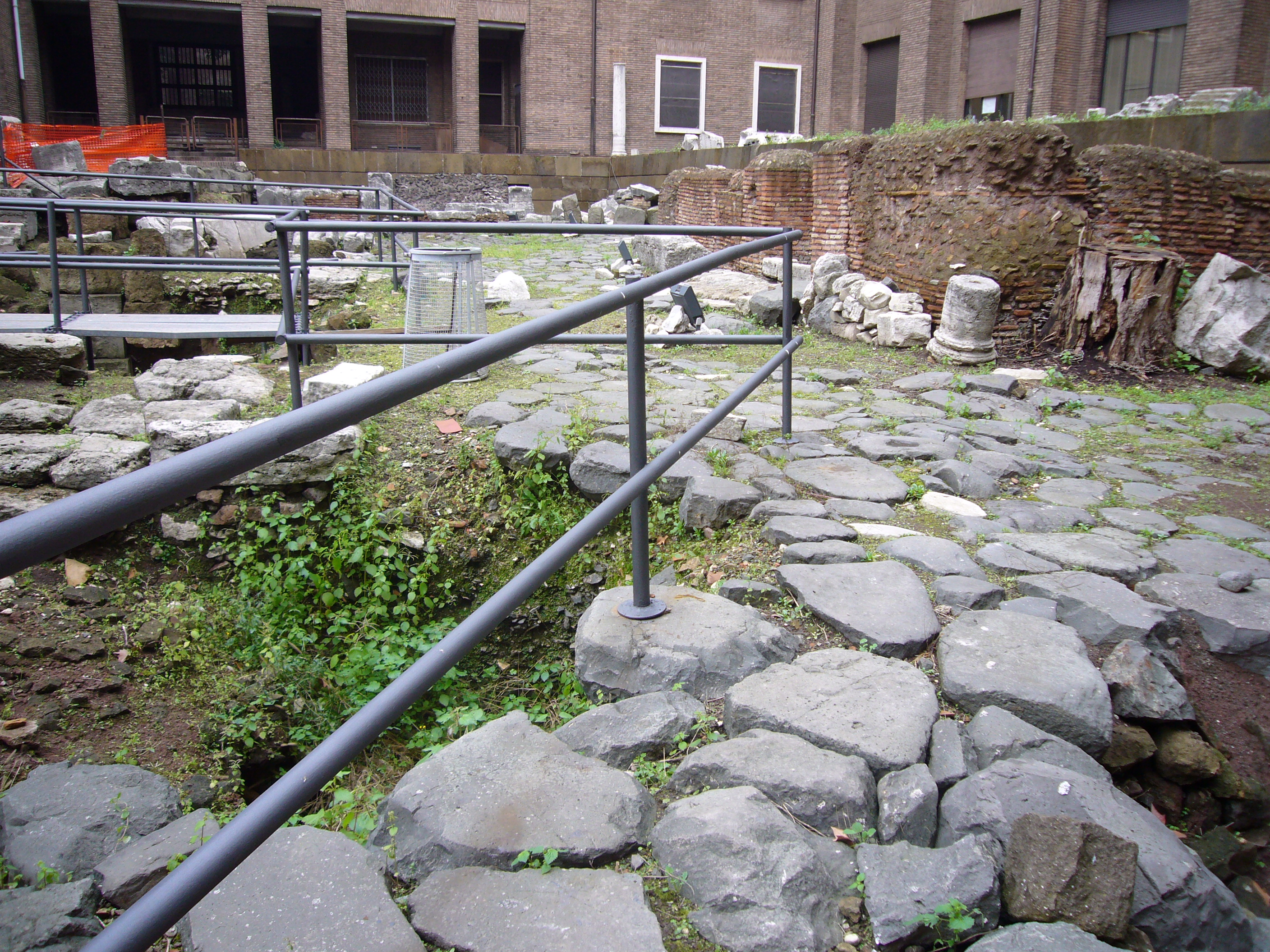
Basolato romano.